# Hans Abich
Hans Karl Heinrich Abich (* 4. August 1918 in Steinölsa; † 17. Juli 2003 in Freiburg im Breisgau) war ein deutscher Filmproduzent, Intendant, Rundfunkpublizist und Programmdirektor der ARD. Während des Nationalsozialismus war er seit 1937 Mitglied in der NSDAP und wirkte bei der Propaganda mit.

## Biografie
Abich wurde als Sohn des Gutsverwalters Erich Abich und dessen aus dem Großraum Hannover stammenden Ehefrau Meta, geb. Ilse, in Niederschlesien geboren. Als Elfjähriger erkrankte er an Kinderlähmung mit lebenslangen Folgen. Er besuchte das humanistische Gymnasium in Königsberg in der Neumark, wo er 1937 die Reifeprüfung ablegte. Danach begann er ein Studium der Rechtswissenschaften an der Universität Berlin sowie der Politik und der Auslandswissenschaften an der Hochschule für Politik. 1943 absolvierte er das erste juristische Staatsexamen, 1944 arbeitete er als Referendar an einem Gericht in Salzburg.
Abich trat 1933 in die Hitlerjugend ein und wurde zum Leiter eines Jungbanns ernannt, 1937 zum Pressestellenleiter. Am 19. Oktober 1937 beantragte er die Aufnahme in die NSDAP und wurde rückwirkend zum 1. Mai desselben Jahres aufgenommen (Mitgliedsnummer 5.950.409). Im NS-Studentenbund war er geschäftsführender Studentenführer an der Hochschule für Politik, Amtsleiter zur besonderen Verwendung bei der Gaustudentenführung Berlin. Zurück in der HJ wurde er 1942 ehrenamtlicher Mitarbeiter in der Reichsjugendführung, Hauptabteilung Festigung deutschen Volkstums.
1943 wurde er im Reichsministerium für Volksaufklärung und Propaganda Referent und gleichzeitig stellvertretender Hauptschriftleiter zweier Zeitschriften der Reichsstudentenführung, 1944 während des Referendariats in Salzburg darüber hinaus Pressereferent des Reichsstudentenführers Scheel.
Nach dem Krieg wandte sich Abich der Filmwirtschaft zu. 1945 verfasste er eine Denkschrift über den Aufbau einer neuen Filmproduktion. Im September 1946 gründete Abich gemeinsam mit seinem Studienfreund Rolf Thiele die Filmaufbau GmbH Göttingen. Thiele wandte sich der Regie zu und Abich erwies sich als ambitionierter Produzent, der sein Hauptaugenmerk auf die Adaption von gehaltvollen Werken der deutschen Literatur legte. Er produzierte mehr als 30 Spielfilme, unter anderem Draußen vor der Tür unter dem Namen Liebe 47 (nach Wolfgang Borchert, 1949), Nachtwache in der Regie von Harald Braun (1949), Bekenntnisse des Hochstaplers Felix Krull (1957), Wir Wunderkinder in der Regie von Kurt Hoffmann (1958), Buddenbrooks (1959) und Königliche Hoheit (1953, nach Thomas Mann).
In den 1960er und 1970er Jahren gewann er erheblichen Einfluss auf die Entwicklung des Deutschen Fernsehens. 1960 ging Abich als Berater zu Radio Bremen, 1961 wurde er dort Programmdirektor, 1962 stellvertretender Intendant und 1968 Intendant.
Von 1973 bis 1978 war er Programmdirektor des Ersten Deutschen Fernsehens. Hier entwarf er die noch heute gültige Programmstruktur und nahm die Tagesthemen ins Programm.
Nach seiner Pensionierung wirkte er als freier Autor, Moderator und Dozent. Als führendes Mitglied der EKD verwies er in zahlreichen Vorträgen, Publikationen und Kommentaren auf die Verantwortung der Kirchen im Medienzeitalter. 1979 und seit 1982 war er Mitglied im Filmausschuss des Bundesinnenministeriums.
Abich war maßgeblich an der Gründung der Baden-Badener Tage des Fernsehspiels (heute: Fernsehfilmfestival Baden-Baden) beteiligt. Ihm zu Ehren wurde dort bis zu den Enthüllungen über seine NS-Vergangenheit seit 2004 jährlich der Hans Abich Preis für besondere Verdienste im Bereich Fernsehfilm vergeben.
Seit etwa 1993 lebte er in Bollschweil bei Freiburg im Breisgau.

## Kontroverse um NS-Vergangenheit
2021 berichtete Armin Jäger in der Wochenzeitung Die Zeit, dass Abich während seiner Karriere im öffentlich-rechtlichen Rundfunk stets in den Angaben zu seiner Biografie sein Engagement in Organisationen und Medien des NS-Regimes verschwiegen habe. Ein von der ARD in Auftrag gegebenes und 2023 veröffentlichtes Gutachten kam zum Schluss, dass er zwar im Hinblick auf seine NSDAP-Mitgliedschaft „teilweise log“, doch habe nicht nachgewiesen werden können, „dass er selbst dieser Ideologie anhing“. Die Historische Kommission befand aufgrund des Gutachtens: „Als Vorbild taugt Hans Abich nicht mehr.“
Der Filmproduzent Günter Rohrbach protestierte gegen dieses Verdikt. Er verwies darauf, dass Abich zum Zeitpunkt seines Beitritts zur NSDAP 19 Jahre alt gewesen sei. Zu berücksichtigen sei auch, dass er bei einer Erkrankung an Kinderlähmung eine schwere körperliche Behinderung davon getragen habe. In den Augen des Regimes sei er mit dem Stigma „unwertes Leben“ behaftet gewesen, die Anpassung könne als ein Mittel für ihn gesehen werden, „einigermaßen gut durchs Leben“ zu kommen.
Armin Jäger präsentierte Juni 2023 in der Welt einen bisher unbekannten Propagandartikel, in dem Abich 1941 den Überfall auf die Sowjetunion als "germanische Machtentfaltung [...] gebunden an höhere Werte, niedergeschlagen in deutscher Manneszucht" pries, bestätigte noch einmal, dass Abich sowohl bei seiner Entnazifizierung als auch später in Interviews über seine NS-Vergangenheit log, und kritisierte das knappe, unzureichend recherchierte Gutachten der ARD.

## Filmografie

### Produktion
- 1948: Alte Stadt am Lebensstrom (Kurz-Dokumentarfilm)
- 1949: Liebe 47
- 1949: Weiße Welt (Kurz-Dokumentarfilm)
- 1949: Nachtwache
- 1950: Schuhleistenherstellung (Kurz-Industriefilm)
- 1950: Es kommt ein Tag
- 1950: Spielerei (Kurz-Dokumentarfilm)
- 1951: Der neue Zug (Kurz-Dokumentarfilm)
- 1951: Niedersachsen im Aufbau (Kurz-Dokumentarfilm)
- 1951: Wir sind doch Brüder (Kurz-Dokumentarfilm)
- 1951: Keiner ohne den anderen (Kurz-Dokumentarfilm)
- 1951: Primanerinnen
- 1951: Ein Weg. Deutschland im ERP (Kurz-Dokumentarfilm)
- 1952: Loreley (Kurz-Dokumentarfilm)
- 1952: Europa ruft uns (Kurz-Dokumentarfilm)
- 1952: Inselsommer (Kurz-Dokumentarfilm)
- 1952: Der Tag vor der Hochzeit
- 1952: Wir bauen unser Haus (Kurz-Dokumentarfilm)
- 1952: Junges Leben (Kurz-Dokumentarfilm)
- 1952: Mechanisierte Gleiserweiterung (Kurz-Dokumentarfilm)
- 1953: Fliegende Untertassen (Kurz-Dokumentarfilm)
- 1953: Geliebtes Leben
- 1953: Königliche Hoheit
- 1954: Der Tag, an dem die Sonne erlosch (Kurz-Dokumentarfilm)
- 1954: Sie
- 1954: Fahrt in den Weltraum. Weltraumfahrt – übermorgen (Kurz-Animationsfilm)
- 1955: Ingrid – Die Geschichte eines Fotomodells
- 1955: Nicht mehr fliehen
- 1955: Zauber des Tanzes (Kurz-Dokumentarfilm)
- 1955: Mamitschka
- 1955: Nacht der Entscheidung
- 1955: Tokaido – Bilder einer Reise
- 1956: Friederike von Barring
- 1956: Ohne Dich wird es Nacht
- 1957: Rose Bernd
- 1957: Bekenntnisse des Hochstaplers Felix Krull
- 1957: Achtung, Synkope (Kurz-Dokumentarfilm)
- 1957: Der gläserne Turm
- 1958: Eine Frau, die weiß, was sie will
- 1958: Wir Wunderkinder
- 1958: Auferstehung
- 1958: Unruhige Nacht
- 1958: Schwarze Nylons – Heiße Nächte
- 1959: Der Mann, der sich verkaufte
- 1959: Menschen im Netz
- 1959: 2 x Adam, 1 x Eva
- 1959: Buddenbrooks (2 Teile)
- 1960: Der liebe Augustin (nur Herstellungsleitung)
- 1960: Lampenfieber
- 1960: Sturm im Wasserglas
- 1960: Die Botschafterin
- 1960: Die Brücke des Schicksals
- 1960: Agatha, laß das Morden sein!
- 1961: Man nennt es Amore
- 1964: Tonio Kröger

### Als Mitwirkender / Darsteller
- 1985: Humor ist eine ernste Sache – Der Filmregisseur Kurt Hoffmann (TV)
- 1987: Der Vater eines Mörders (TV) (Sprechrolle als Erzähler)
- 1988: Phönix aus der Asche – Hans Abich und der Filmaufbau Göttingen (TV)
- 1997: Denk ich an Deutschland – Das Wispern im Berg der Dinge (TV)
- 2001: Unterwegs zur Familie Mann (2 Folgen)
- 2002: Das Leben geht weiter (TV)

## Auszeichnungen und Ehrungen
- 1950: Bambi für Es kommt ein Tag
- 1951: Bambi für Nachtwache
- 1957: Deutscher Filmpreis: Filmband in Gold für Bekenntnisse des Hochstaplers Felix Krull
- 1958: Deutscher Filmpreis: Filmband in Silber für Achtung, Synkope
- 1959: Deutscher Filmpreis: Filmband in Silber für Wir Wunderkinder
- 1977: Deutscher Filmpreis: Filmband in Gold für langjähriges und hervorragendes Wirken im deutschen Film
- 1978: Besondere Ehrung beim Adolf-Grimme-Preis
- 1978: Hans-Bredow-Medaille
- 1988: Sonderpreis der Eduard-Rhein-Stiftung
- 1988: Bundesverdienstkreuz I. Klasse der Bundesrepublik Deutschland
- 1999: Ehrenmedaille der Stadt Göttingen